# Shenise Johnson
Shenise Johnson est une joueuse américaine de basket-ball, née le 8 décembre 1990 à Henrietta (État de New York).

## Biographie
Après le lycée Rush-Henrietta, elle rejoint l'université de Miami, université peu cotée dans le basket-bal féminin universitaire, malgré d'autres propositions, tout comme sa coéquipière Riquna Williams, Johnson étant décrite comme la glace et Williams comme le feu : « Nous voulions toutes deux être des pionnières. Nous ne voulions pas être un numéro de plus à UConn ou à Tennessee. »
En quatre ans à Miami, elle aligne en moyenne 17,0 points, 8,0 rebonds, 4,4 passes décisives et 3,4 interceptions, en commençant les 131 matches consécutifs de sa carrière à Miami, dont 87 consécutifs avec 10 points ou plus. En 2009, elle remporte le Mondial des 19 ans et moins à Bangkok avec 8 victoires pour un seul revers avec 9,4 points et 6,9 rebonds de moyennes personnelles.
Joueuse de l'année 2011 de l'ACC, elle est retenue en 5e choix de la draft 2012 par les Silver Stars de San Antonio.
Elle prend part aux 34 rencontres de la saison régulière et en commence une, pour des statistiques de 5,6 points, 3,9 rebonds, 1,4 passe et 0,8 balle volée. Le 13 juillet face au Dream, elle inscrit 12 points et 9 rebond, puis 15 points le 19 août contre le Mercury et de même contre les Sparks le 23 août. Le 23 septembre, elle est la première rookie de la franchise à inscrire quatre paniers à trois points sans échec, face au Lynx. En plays-offs, elle marque en moyenne 3,0 points, 3,0 rebonds, 1,0 passe et 0,5 interception lors des deux rencontres de la série perdue face aux Sparks.
Elle commence sa carrière européenne en 2012 en Hongrie à Sopron.
En 2014 ses statistiques sont de 6,0 points, 3,3 rebonds et 1,4 passe décisive en 30 rencontres toute démarrées sur le banc sauf une. Elle est transférée en mars 2015 au Fever de l'Indiana avec un second tour de draft 2015 contre un premier et un troisième tour de draft 2015 (6e et 30e choix). Peu en confiance avec son coach Dan Hugues (« Je n'étais pas heureuse de mon rôle dans l'équipe. Je pensais que j'aurais pu faire plus (...)  Je sentais que je stagnais. »), elle est plus libérée dans sa nouvelle équipe.
Lors de la saison WNBA 2015, elle est une des joueuses qui connait les plus fortes progressions avec ses meilleures statistiques en carrière à l'adresse à trois points (41,4 %), à l'adresse aux tirs (47,4 %) et aux points inscrits (11,3). Le 23 août, elle inscrit le panier de la victoire face à Tina Charles pour sceller la victoire du Fever face au Liberty de New York. Mais pour sa coach Stephanie White, « Je pense que ses plus grands progrès sont en défense. Elle exalte la défense. Elle est incroyable pour défendre en un-contre-un (...) Je crois que son talent offensif naturel commence à briller et qu'elle se sent plus sereine ». Seconde du Fever à la marque (10,9 points), au rebond (4,9) et aux passes décisives (2,4), elle augmente encore ses performances en play-offs avec 12,3 points de moyenne avec un plus haut à 22 unités contre Chicago. 
Après deux saisons à Istanbul (17,2 points et 6,9 rebonds en championnat en 2014-2015), elle signe en septembre 2015 pour le club de Good Angels Košice, champion en titre de Slovaquie.
Restant sa meilleure saison dans la ligue, elle signe en février 2016 une prolongation de contrat avec le Fever. Le 11 juillet, elle réalise sa meilleure marque de la saison avec 18 points dont un parfait 5 sur 5 à trois points pour permettre au Fever de l'emporter 93 à 82 sur le Storm.

## Clubs
- ? - 2008:  Rush-Henrietta High School
- 2008-2012:  Hurricanes de Miami (NCAA)
- 2012-2013:  UNIQA Euroleasing Sopron
- 2013-2015 :  Istanbul Universitesi
- 2015 :  Good Angels Košice

Championnat WNBA
- 2012-2014 :  Stars de San Antonio
- 2015-2019 :  Fever de l'Indiana
- 2020- :  Lynx du Minnesota

## Distinctions individuelles
- WBCA First Team All-America (2012, 2011)
- USBWA First Team All-America (2012, 2011)
- Associated Press Second Team All-America (2012, 2011)
- ACC Player of the Year (2011)
- All-ACC First Team (2012, 2011, 2010)
- All-ACC Defensive Team (2012, 2011, 2010)
- State Farm All-Region Team (2011, 2010)
- All-ACC Honorable Mention (2009)
- ACC All-Freshman Team (2009)

## Palmarès
- Médaille du Mondial des 19 ans et moins à Bangkok